# Lílis Soares
Lílis Soares (anhörenⓘ * 1985 oder 1986 in Rio de Janeiro) ist eine brasilianische Kamerafrau.

## Leben und Wirken
Soares studierte am Institut international de l’image et du son in Frankreich und an der Universidade Federal do Rio de Janeiro (Radio/TV). Sie tritt seit 2018 als Kamerafrau in Erscheinung, ihr Schaffen umfasst rund ein Dutzend Produktionen.
Soares ist für ihre Arbeit an Mami Wata unter der Regie von C. J. Obasi bekannt. Für diese wurde sie beim Sundance Film Festival 2023 mit dem „World Cinema Dramatic Special Jury Award, Cinematography“ ausgezeichnet. Gemeinsam mit Obasi entwickelte sie den visuellen Stil des Films, der durch sein artifizielles Schwarz-Weiß und die harten Kontraste charakterisiert wird. Ihre Arbeit betont die mystische und allegorische Qualität des Films und greift dabei sowohl auf afrikanische als auch auf globale filmische Traditionen zurück.

## Filmografie
- 2018: Potência N (Kurzfilm)
- 2019: Ilhas de Calor (Kurzfilm)
- 2019: Enraizadas (Kurzfilm)
- 2019: Minha História é Outra (Kurzfilm)
- 2020: Um Dia Com Jerusa
- 2020: Novo Mundo (Kurzfilm)
- 2022: Meninas do Benfica (Benfica's Girls) (TV-Serie)
- 2022: Diálogos com Ruth de Souza
- 2023: Mami Wata
- 2023: Amar é Para os Fortes (TV-Serie, 3 Folgen)
- 2023: Ó Paí, Ó 2
- 2024: Nosso Lar 2: Os Mensageiros

## Auszeichnungen
Für Mami Wata
- Beste Kameraführung beim Sundance Film Festival 2023
- Beste Kameraführung beim Dublin Film Festival 2023
- Beste Kameraführung African Movie Academy Awards 2023,
- Beste Kameraführung FESPACO 2023, Gewinner Fiction Feature Film Competition
- Beste Kameraführung Fantaspoa 2024.